# William Hammond
William Robert Hammond (Eastbourne, 2 de julho de 1886 — Coventry, 13 de janeiro de 1960) foi um ciclista britânico, que competiu nos Jogos Olímpicos de 1912, em Estocolmo, onde ganhou a medalha de prata na corrida em equipes, juntamente com Freddie Grubb, Leonard Meredith e Charles Moss. E na corrida individual, ele terminou em vigésimo segundo.